# Rosalind Chao
Chao Jyalin (ur. 23 września 1957 w Los Angeles) – amerykańska aktorka. Zagrała Pei-Pei w filmie Zakręcony piątek z 2003 roku.